# Brioches La Boulangère/2003
Deze pagina geeft een overzicht van de Brioches La Boulangère-wielerploeg in 2003.

## Algemeen
Sponsor: Brioches La Boulangère (bakkerij)
Manager: Philippe Raimbaud
Ploegleiders: Jean-René Bernaudeau, Thierry Bricaud, Christian Guiberteau, Christophe Faudot
Fietsen: Time

## Renners
| Naam               | Geboortedatum | Nationaliteit | Ploeg 2002 |
| ------------------ | ------------- | ------------- | ---------- |
| Walter Bénéteau    | 18-07-1972    | Frankrijk     |            |
| Franck Bouyer      | 17-03-1974    | Frankrijk     |            |
| Anthony Charteau   | 04-06-1979    | Frankrijk     |            |
| Sébastien Chavanel | 21-03-1981    | Frankrijk     | Neo        |
| Sylvain Chavanel   | 30-06-1979    | Frankrijk     |            |
| Jimmy Engoulvent   | 07-12-1979    | Frankrijk     |            |
| Yohann Gène        | 25-06-1981    | Frankrijk     | Stagiair   |
| Anthony Geslin     | 09-06-1980    | Frankrijk     |            |
| Maryan Hary        | 27-05-1980    | Frankrijk     |            |
| Christophe Kern    | 18-01-1981    | Frankrijk     | Neo        |
| Emmanuel Magnien   | 07-05-1971    | Frankrijk     |            |
| Rony Martias       | 04-08-1980    | Frankrijk     |            |
| Alexandre Naulleau | 22-01-1981    | Frankrijk     | Stagiair   |
| Damien Nazon       | 26-06-1974    | Frankrijk     |            |
| Olivier Perraudeau | 09-11-1972    | Frankrijk     |            |
| Jérôme Pineau      | 02-01-1980    | Frankrijk     |            |
| Franck Renier      | 11-04-1974    | Frankrijk     |            |
| Didier Rous        | 18-09-1970    | Frankrijk     |            |
| Fabrice Salanson   | 17-11-1979    | Frankrijk     |            |
| Thomas Voeckler    | 22-06-1979    | Frankrijk     |            |
| Jean Zen           | 20-12-1981    | Frankrijk     | Stagiair   |

## Belangrijke overwinningen
| Ronde van Qatar 2e etappe: Damien Nazon Ronde van de Middellandse Zee 2e etappe: Emmanuel Magnien Ronde van de Haut-Var Winnaar: Sylvain Chavanel GP de Lillers Winnaar: Damien Nazon Classic Loire-Atlantique Winnaar: Thomas Voeckler GP Rudy Dhaenens Winnaar: Christophe Kern Internationaal Wegcriterium 1e etappe: Damien Nazon Ronde van de Sarthe 3e etappe deel B: Sylvain Chavanel Klimmerstrofee Winnaar: Didier Rous Ronde van Luxemburg 1e etappe: Thomas Voeckler 3e etappe: Thomas Voeckler Eindklassement: Thomas Voeckler | Nationale kampioenschappen wielrennen Frankrijk - wegwedstrijd: Didier Rous Polynormande Winnaar: Jérôme Pineau Ronde van de Ain 1e etappe: Jérôme Pineau 2e etappe: Maryan Hary Ronde van Limousin 1e etappe: Didier Rous Boucles de l'Aulne Winnaar: Walter Bénéteau Ronde van de Toekomst 2e etappe: Sébastien Chavanel 3e etappe: Sébastien Chavanel 8e etappe: Thomas Voeckler Ronde van de Somme 2e etappe deel B: Jimmy Engoulvent |

2000 · 2001 · 2002 · 2003 · 2004 · 2005 · 2006 · 2007 · 2008 · 2009 · 2010 · 2011 · 2012 · 2013 · 2014 · 2015 · 2016 · 2017 · 2018 · 2019 · 2020 · 2021 · 2022 · 2023 · 2024 · 2025